# Matěj Ryneš
Matěj Ryneš, né le 30 mai 2001 en Tchéquie, est un footballeur tchèque qui évolue au poste d'ailier gauche au Sparta Prague.

## Biographie

### En club
Matěj Ryneš commence le football au TJ Smrčina Horní Planá, puis est formé par le Dynamo České Budějovice avant de rejoindre en 2017 le Sparta Prague, où il poursuit sa formation.
Il joue son premier match en professionnel avec le Sparta Prague, le 22 septembre 2021, lors d'une rencontre de coupe de Tchéquie face au SK Líšeň (en). Il entre en jeu à la place de David Moberg Karlsson et son équipe s'impose par trois buts à zéro.
Le 12 août 2022, Matěj Ryneš est prêté au FC Hradec Králové pour une saison. 
Ryneš fait son retour au Sparta Prague et est intégré à l'équipe première pour la saison 2023-2024. Il inscrit son premier but pour le club le 27 août 2023, lors d'une rencontre de championnat face au MFK Karviná. Titularisé, il participe à la victoire de son équipe par trois buts à un,.

### En sélection
Matěj Ryneš représente l'équipe de Tchéquie des moins de 19 ans. Il joue un total de deux matchs avec cette sélection, en 2020.
Matěj Ryneš joue son premier match avec l'équipe de Tchéquie espoirs le 29 mars 2022, contre Andorre. Il est titularisé et participe à la victoire de son équipe en délivrant une passe décisive pour Daniel Fila (0-3 score final).